# Hrabia Lucan

## Informacje ogólne
- Dodatkowymi tytułami hrabiego Lucan są:
  - baron Lucan
  - baron Bingham
- Najstarszy syn hrabiego Lucan nosi tytuł lorda Bingham
- Tytuł hrabiowski jest zawieszony od 1974 r., kiedy to zniknął 7. hrabia, dotychczas oficjalnie nie potwierdzono jego zgonu i syn hrabiego nie może objąć tytułu

Hrabiowie Lucan 1. kreacji (parostwo Irlandii)
- 1691–1693: Peter Sarsfield, 1. hrabia Lucan
- 1693–1718: James Sarsfield, 2. hrabia Lucan

Hrabiowie Lucan 2. kreacji (parostwo Irlandii)
- 1795–1799: Charles Bingham, 1. hrabia Lucan
- 1799–1839: Richard Bingham, 2. hrabia Lucan
- 1839–1888: George Charles Bingham, 3. hrabia Lucan
- 1888–1914: Charles George Bingham, 4. hrabia Lucan
- 1914–1949: George Charles Bingham, 5. hrabia Lucan
- 1949–1964: George Charles Patrick Bingham, 6. hrabia Lucan
- 1964 – ????: Richard John Bingham, 7. hrabia Lucan

Następca 7. hrabiego Lucan: George Charles Bingham, lord Bingham